# Осовицкие
Осовицкие — князья Рюриковичи. Возможно, потомки Михаила Романовича брянского, упоминаемого летописью под 1264 годом.
Родовое владение — в настоящее время село Осовик Брянской области России. По мнению П. А. Раппопорта, здесь находился летописный город Заруб, центр одноимённой смоленской волости, упомянутой в грамоте Ростислава Мстиславича 1136 года и в летописи под 1168 годом, с чем не согласен Л. В. Алексеев.
Князь Михаил Романович Осовицкий упоминается около 1300 года. Скорее всего — внук брянского князя Михаила Романовича, что позволяет предполагать существование Романа Михайловича Осовицкого, который жил в последней трети XIII века.. Следующие князья упоминаются лишь спустя 2 века в качестве смоленских бояр. Следующий князь — Иван Михайлович Осовицкий упоминается в 1482 году., он мог быть правнуком Михаила Романовича. Его сын Михаил Иванович († после 1550 г.) выступает в документах с 1488 года., владелец Юровой на Уборти (1512—1533 гг.), был женат на княжне Аграфене Андреевне Лукомской († ок. 1555 г.). После утраты княжества, которое перешло под контроль Московского государства, князь Михаил Иванович Осовицкий получил владения на Витебщине и Брацлавщине. Потомков не оставил.